# Sushil Kumar Shinde

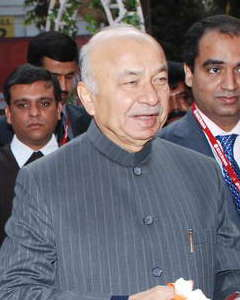
Sushil Kumar Shinde (2010)

Sushil Kumar Sambhajirao Shinde (Hindi: सुशील कुमार शिंदे, Marathi: सुशीलकुमार शिंदे, Tamil: சுசில்குமார் சிண்டே, Telugu: సుశీల్‌కుమార్ షిండే; * 4. September 1941 in Solapur, Präsidentschaft Bombay, Britisch-Indien, heute: Maharashtra) ist ein indischer Politiker des Indischen Nationalkongresses (INC), der zwischen 1992 und 1998 Mitglied der Rajya Sabha, des Oberhauses, sowie von 1998 bis 2003 und erneut zwischen 2009 und 2014 Mitglied der Lok Sabha war, des Unterhauses des Parlaments (Bhāratīya Sansad). Er war zwischen 2003 und 2004 Chief Minister von Maharashtra sowie von 2004 bis 2006 Gouverneur von Andhra Pradesh. Im Kabinett Manmohan Singh I sowie im Kabinett Manmohan Singh II war er zwischen 2006 und 2012 Energieminister sowie zuletzt zwischen 2012 und 2014 Innenminister.

## Leben

### Studien, Abgeordneter und Minister in Maharashtra
Sushil Kumar Sambhajirao Shinde, Sohn von Shri Sambhaji Rao Shinde und Shrimati Sakhu Bai, arbeitete nach dem Besuch des Dayananda-Anglo-Vedischen (D. A. V.)-College in Solapur von 1957 bis 1965 als Angestellter am Gericht von Solapur und danach zwischen 1965 und 1971 als Polizist in der Kriminalpolizei von Mumbai, wo er zuletzt zum Unterinspektor befördert wurde. Er absolvierte ferner ein grundständiges Studium an der Shivaji University, welches er mit einem Bachelor of Arts (B.A.) mit Auszeichnung beendete. Ein Studium der Rechtswissenschaften an der University of Mumbai, der University of Solapur und dem College der Indian Law Society (ILS) schloss er mit einem Bachelor of Laws (LL.B.) ab und war danach als Rechtsanwalt tätig.
Seine politische Laufbahn begann Shinde, als er für den Indischen Nationalkongress (INC) 1974 erstmals zum Mitglied der Legislativversammlung (Vidhan Sabha), des Unterhauses des dortigen Parlaments, gewählt wurde und dieser bis 1980 sowie erneut zwischen 1985 und 1991 angehörte. Zwischenzeitlich war er von 1980 bis 1985 Mitglied des Legislativrates (Vidhan Parishad), des Oberhauses des dortigen Parlaments. Er war zwischen 1974 und 1991 Mitglied in zahlreichen Regierungen dieses Bundesstaates und fungierte insbesondere als Minister für Finanzen und Planung, aber auch als Minister für Industrie, Stadtentwicklung, Jugend und Soziales, Sport, Verkehr, Gesundheit und Arbeit. Darüber hinaus war von 1990 bis 1991 Präsident des Komitees der Kongresspartei von Maharashtra.

### Mitglied von Rajya Sabha und Lok Sabha

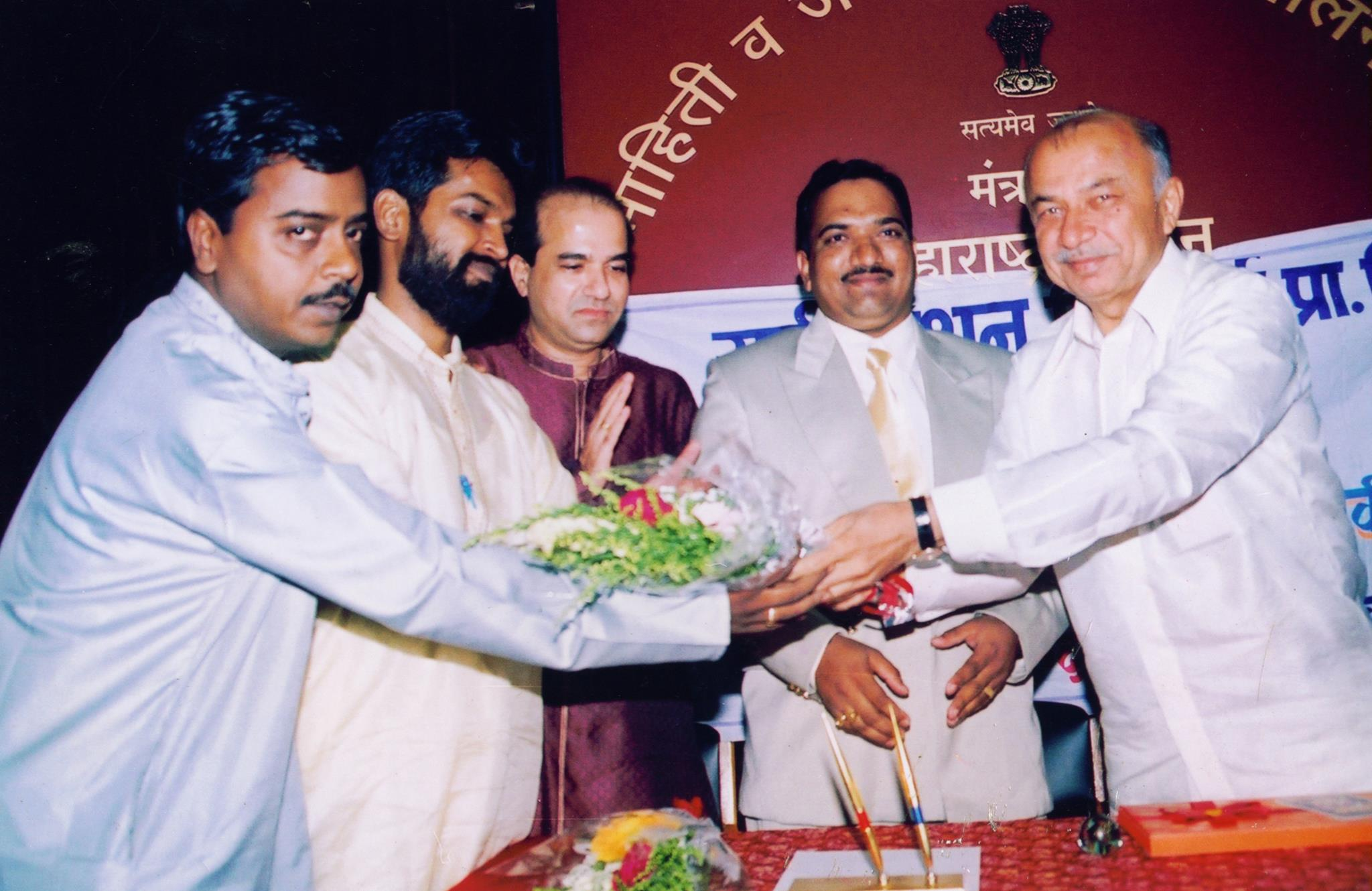
Shinde (rechts) als Chief Minister von Maharashtra (7. März 2003).

Am 5. Juli 1992 wurde S. K. Shinde Mitglied der Rajya Sabha, des Oberhauses des Parlaments (Bhāratīya Sansad), und gehörte dieser für den Bundesstaat Maharashtra bis zum 2. März 1998 an. Während seiner Mitgliedschaft in der Rajya Sabha war er zwischen 1992 und 1998 Mitglied des Privilegienausschusses, des Geschäftsordnungsausschusses sowie des Verteidigungsausschusses. Des Weiteren war er von 1992 bis 1996 Generalsekretär des All-Indischen Komitees des INC sowie im Anschluss zwischen 1996 und 1997 erneut Präsident des Komitees der Kongresspartei von Maharashtra. Er wurde 1993 und 1994 mit dem National Citizen’s Award für seinen Beitrag im Bereich des parlamentarischen Verfahrens und das Einreichen der größtmöglichen Anzahl an Fragen ausgezeichnet.
Bei der Parlamentswahl 1998 wurde er für den INC im Wahlkreis Solapur erstmals zum Mitglied der Lok Sabha gewählt, des Unterhauses des Parlaments, und gehörte dieser nach seiner Wiederwahl bei der Parlamentswahl 1999 in der zwölften und 13. Legislaturperiode bis 2003 an. Während seiner Mitgliedschaft in der Lok Sabha war er Mitglied des Auswärtigen Ausschusses sowie zwischen 1998 und 1999 Mitglied des Beirates des Verteidigungsministeriums beziehungsweise seit 2000 Mitglied des Beirates für Informationstechnologie. Daneben wurde er im Februar 1999 abermals Generalsekretär des All-Indischen Komitees des INC.

### Chief Minister von Maharashtra, Gouverneur von Andhra Pradesh und Unionsminister

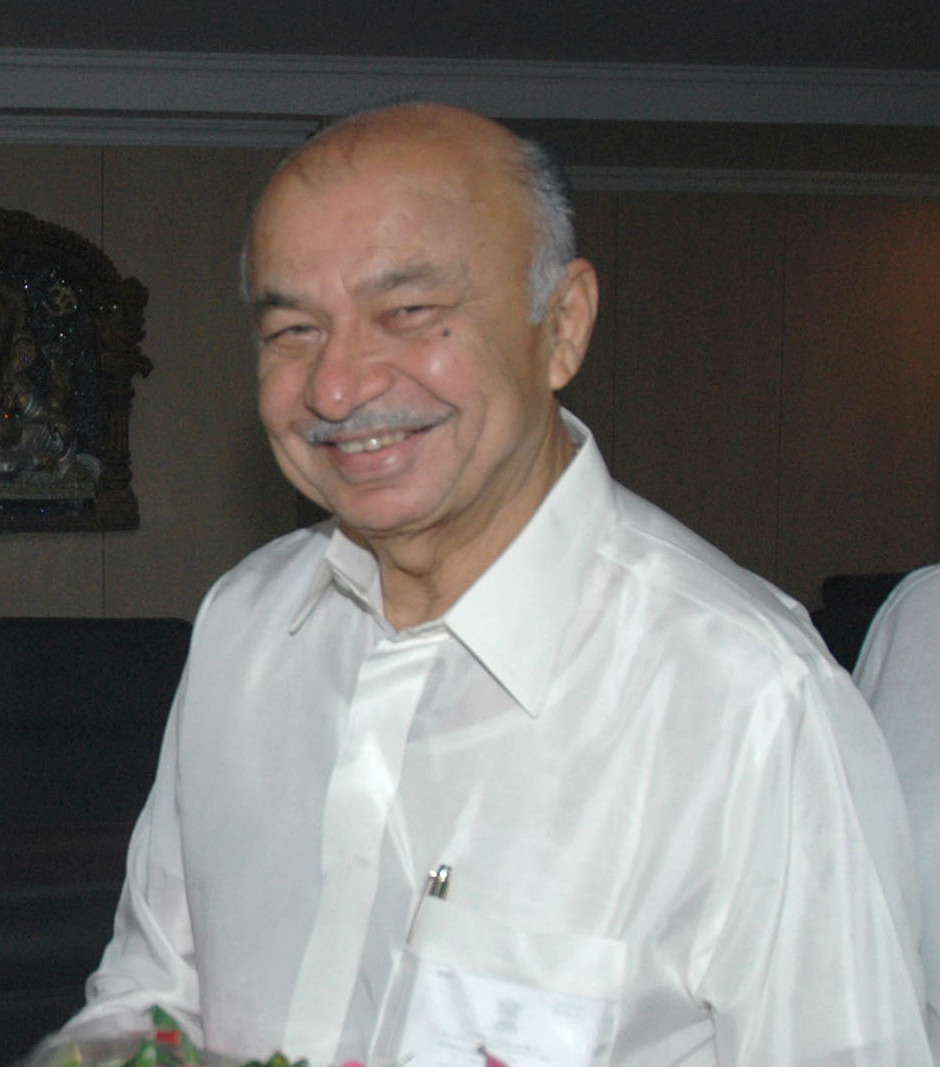
Sushil Kumar Shinde (2009)

Als Nachfolger von Vilasrao Deshmukh wurde Shinde am 18. Januar 2003  Chief Minister von Maharashtra. Zugleich war er von 2003 bis 2004 erneut Mitglied der Legislativversammlung dieses Bundesstaates. Bei den Wahlen in Maharashtra am 13. Oktober 2004 gewann die Nationalist Congress Party (NCP) 71 von 288 Sitzen, der Indian National Congress 69, die Shiv Sena 62, die Bharatiya Janata Party 54, die Communist Party of India (Marxist) 3, andere Parteien 10, und Unabhängige 19. Die Wahlbeteiligung beträgt 63,4 Prozent. Am 19. Oktober trat Ministerpräsident Sushil Kumar Shinde zurück, woraufhin wiederum Vilasrao Deshmukh ihn ablöste.
Er selbst übernahm als Nachfolger von Surjit Singh Barnala am 4. November 2004 den Posten als Gouverneur von Andhra Pradesh. Diesen bekleidete er bis zu seinem Rücktritt am 28. Januar 2006 und wurde danach von Rameshwar Thakur abgelöst.
Am 30. Januar 2006 wurde Sushil Kumar Shinde als Nachfolger von P. M. Sayeed zum Energieminister in das Kabinett Manmohan Singh I berufen und bekleidete dieses Ministeramt vom 22. Mai 2009 bis zum 31. Juli 2012 auch im Kabinett Manmohan Singh II. Ferner wurde er bei der Parlamentswahl 2009 für das Wahlbündnis United Progressive Alliance auch wieder zum Mitglied der Lok Sabha gewählt, der er in der 15. Legislaturperiode bis 2014 angehörte. Im Zuge einer Regierungsumbildung übernahm er am 31. Juli 2012 von dem zum Finanzminister ernannten P. Chidambaram den Posten als Innenminister, den er bis zum 26. Mai 2014 bekleidete. Zugleich fungierte er zwischen dem 3. August 2012 und dem 18. Mai 2014 als Leader of the House in Lok Sabha und damit als Vorsitzender der Regierungsfraktionen im Unterhaus.
Aus seiner am 1. Mai 1970 geschlossenen Ehe Ujwala S. Shinde gingen drei Töchter hervor.

## Hintergrundliteratur
- N. B. Ghodke: Sushilkumar Shinde. A child of destiny, Vijayalakshmi Prakashana, Dharwad 2006
- P. Ā. Subāṣ Candran: Who wrote my destiny – Dhar Galli to Delhi. Authorised biography of Sushilkumar Shinde, Allied Publishers, Neu-Delhi 2011